# Goniochernes goniothorax
Goniochernes goniothorax är en spindeldjursart som först beskrevs av Vladimir V. Redikorzev 1924.  Goniochernes goniothorax ingår i släktet Goniochernes och familjen blindklokrypare. Inga underarter finns listade i Catalogue of Life.